# Ampia
Ampia è il terzo album del cantautore italiano Ivan Segreto, pubblicato dall'etichetta discografica Epic/Sony BMG nel 2007.
Il brano che dà il titolo al disco vede la partecipazione di Franco Battiato, mentre Paolo Fresu e Giovanni Sollima propongono un interludio ciascuno, della durata di circa un minuto.

## Tracce
1. Traspare
2. Ampia (featuring Franco Battiato)
3. Radici
4. Occhi notte
5. Intro (Paolo Fresu)
6. L'inverno in estate
7. Intro (Giovanni Sollima)
8. Dondola